# Babót
Babót is een plaats (község) en gemeente in het Hongaarse comitaat Győr-Moson-Sopron. Babót telt 1168 inwoners (2001).

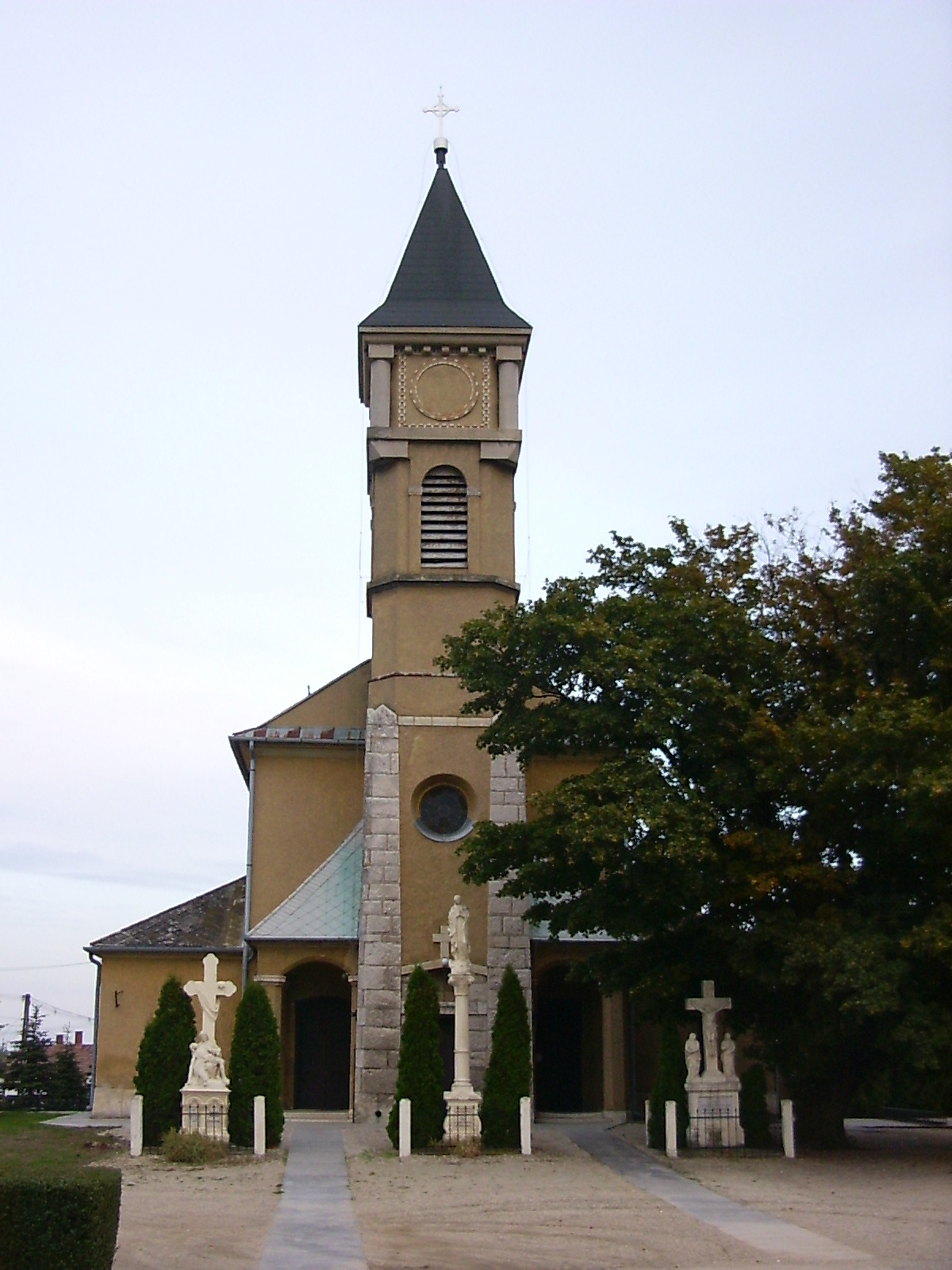
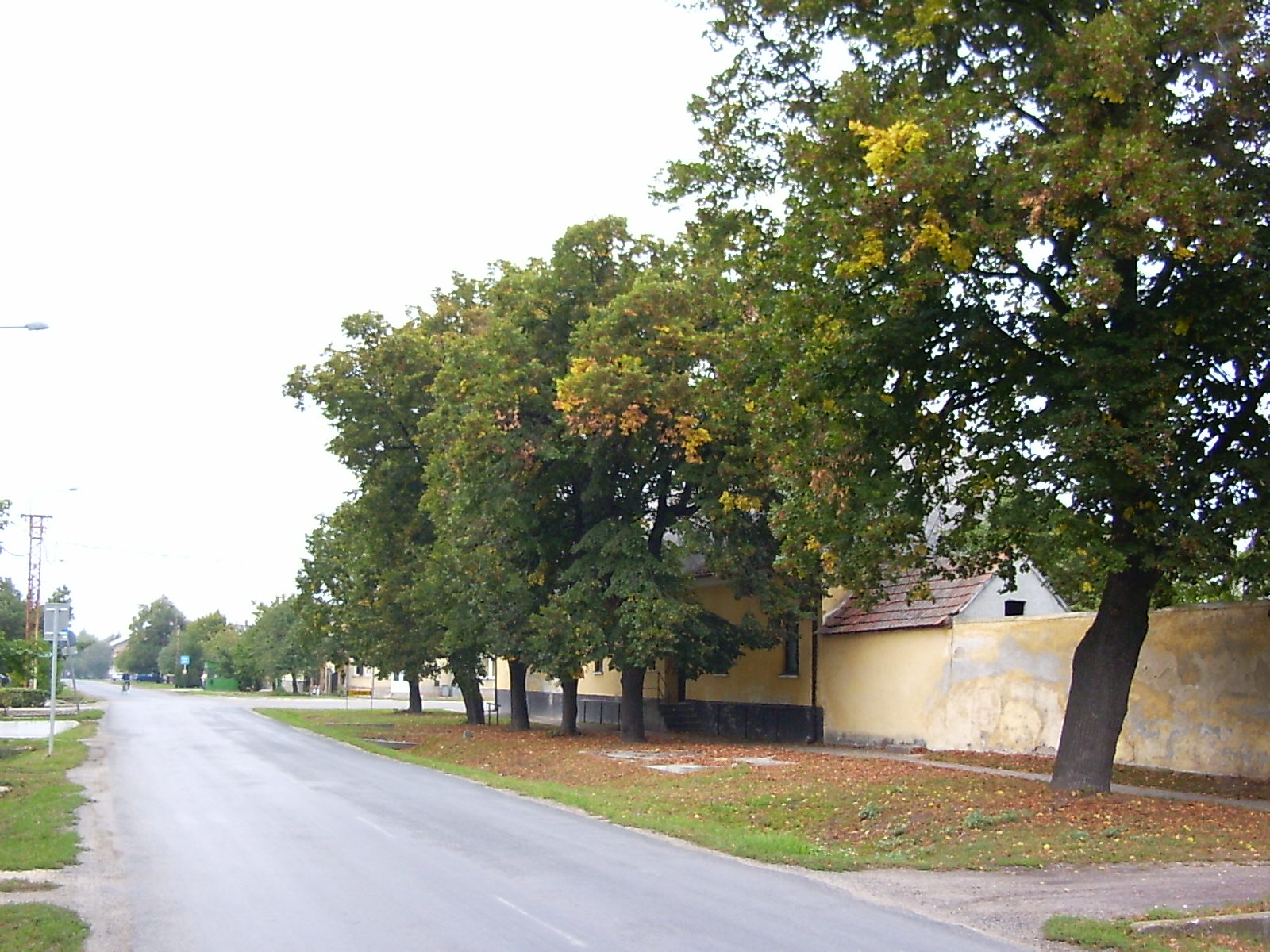
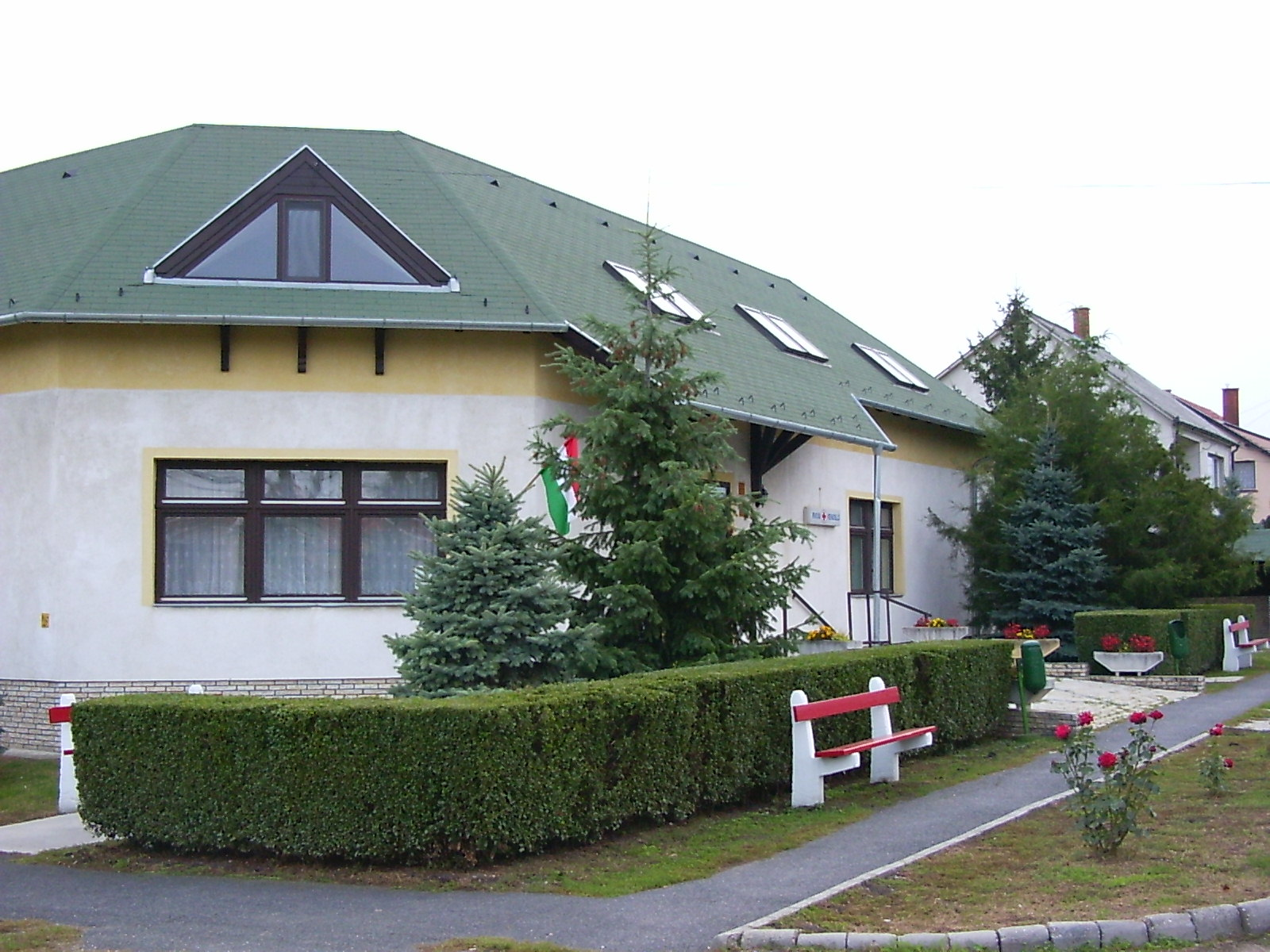
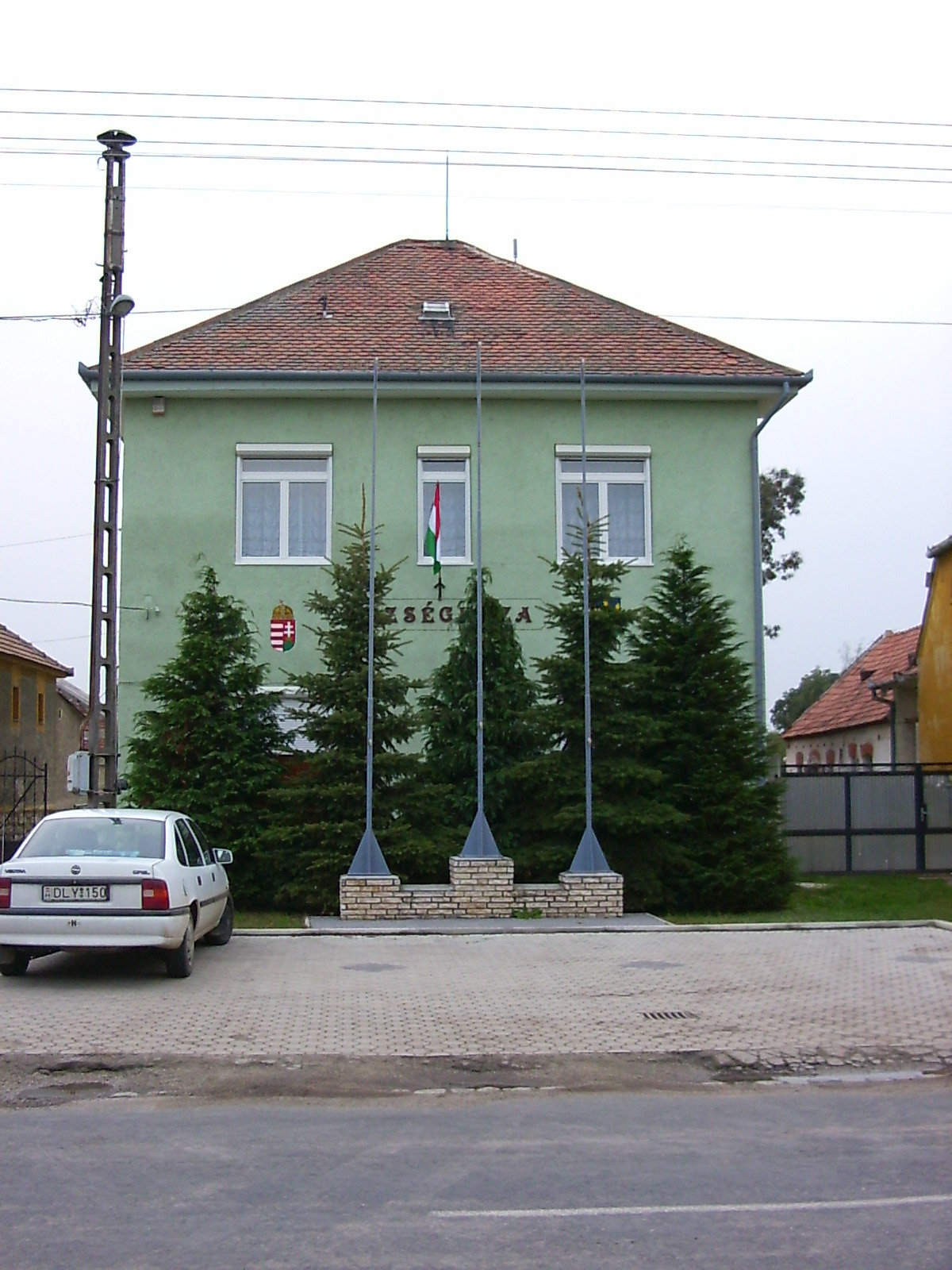
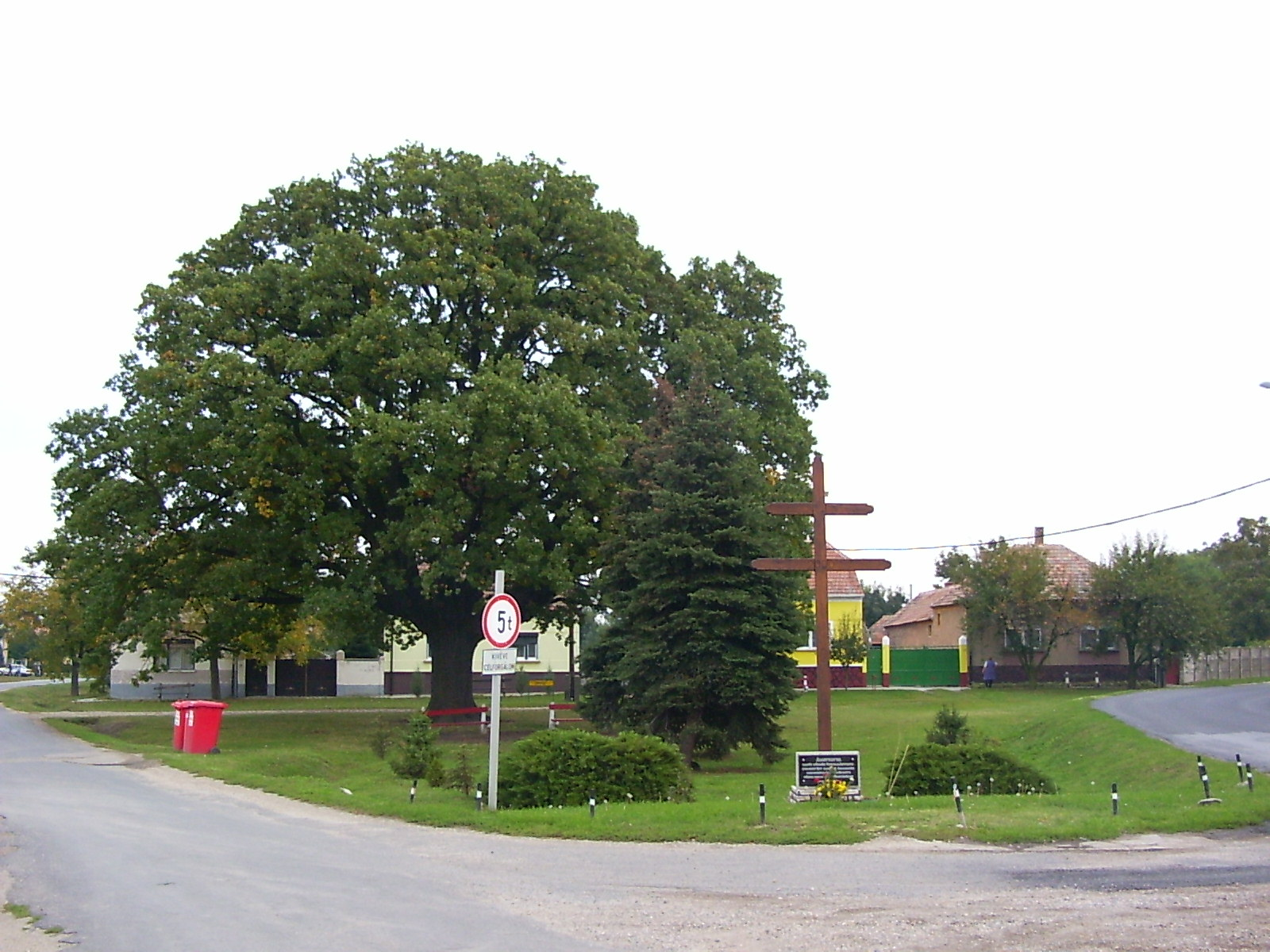